# Surgeon Simulator 2013
Surgeon Simulator 2013 è un videogioco di simulazione chirurgica creato da Tom Jackson, Jack Good, Luke Williams e James Broadley per Bossa Studios. La versione iniziale è stata creata in 48 ore, per essere presentata al 2013 Global Game Jam. Gli sviluppatori hanno continuato a sviluppare il gioco e hanno trascorso un totale di 48 giorni per creare una versione commerciale. La versione completa è stata pubblicata su Steam il 19 aprile 2013 e su GOG.com il 10 ottobre 2013 seguita da una versione per iPad pubblicata il 7 marzo 2014.

## Modalità di gioco
Surgeon Simulator 2013 ha una prospettiva in prima persona. Il movimento del mouse viene utilizzato per controllare il movimento della mano del giocatore. Tenendo premuto il pulsante destro del mouse e spostando il mouse, il giocatore può ruotare la mano. Il tasto sinistro del mouse invece viene utilizzato per abbassare la mano. Per impostazione predefinita, i tasti A, W, E, R e la barra spaziatrice vengono utilizzati per controllare le dita corrispondenti e per prendere gli oggetti. Il gioco è costituito dal giocatore che cerca di eseguire varie procedure chirurgiche, ad esempio un trapianto di cuore. Sono disponibili anche delle modalità extra, come l'esecuzione di un'operazione all'interno di un'ambulanza dove gli strumenti chirurgici rimbalzano a caso e infine nello spazio, dove bisogna operare il paziente in assenza di gravità.
Dopo l'uscita sono stati aggiunti tre contenuti scaricabili (DLC) gratis e un DLC a pagamento. Il primo è stato pubblicato il 21 giugno 2013 e presenta un'operazione in cui il giocatore deve fare un trapianto chirurgico a Grosso di Team Fortress 2, sulla base del video promozionale "Meet the Medic". Il secondo è stato distribuito il 9 settembre 2013, denominato "Code Name Trisha" e presenta un'operazione in cui viene eseguito l'intervento chirurgico su un alieno. Il terzo è stato reso disponibile il 2 giugno 2016, chiamato "Inside Donald Trump", in cui viene eseguito un trapianto di cuore al nuovo candidato presidenziale Donald Trump. Il 14 agosto 2014 è stata pubblicata la versione anniversary A&E Edition su Steam. Sono stati aggiunti anche i trapianti degli occhi e dei denti nella versione per iOS, insieme ad alcune altre funzionalità, specialmente durante l'attraversamento dei corridoi ospedalieri.